# Massalima
Massalima is een bestuurslaag in het regentschap Sumenep van de provincie Oost-Java, Indonesië. Massalima telt 9930 inwoners (volkstelling 2010).